# NGC 6915
NGC 6915 (również PGC 64729) – galaktyka spiralna (Sab), znajdująca się w gwiazdozbiorze Orła. Została odkryta 24 lipca 1863 roku przez Alberta Martha. Jest to galaktyka z aktywnym jądrem typu LINER.